# 德意志兰茨贝格
德意志兰茨贝格（德語：Deutschlandsberg，直译：「德國山」，德語發音：[dɔɪ̯t͡ʃˈlant͡sbɛʁk] ⓘ）是奥地利施泰尔马克州的一个市镇。

## 历史
早在石器时期这里就有人居住了。 凯尔特人的分支Uperaken人很早就迁居到了整个西施泰尔马克， 并在那里留下了清晰的痕迹。此地区在1153年作为Leosperch第一次被提及，兰茨贝格作为一个居住区由此而产生了，它也因为Leospech骑士家族而得名。此家族曾为萨尔茨堡的大主教代为管理这一地区，并在山上建立了城堡。 兰茨贝格作为一个行政区还是有皇帝鲁道夫于1280年建立的。在19世纪兰茨贝格的名字前被冠以“德意志”用以区分如今在斯洛文尼亚境内的Windischlandsberg山。1918年，在哈布斯堡王朝最后的日子里，皇帝卡尔一世把兰茨贝格提升为城市。在这个城市的历史中，列支敦士登大公家族扮演了一个非常重要的角色，此家族长期占据了此地区的大部分面积，到如今此城市中的一个列支敦士登锯木厂仍然属于其家族的一个后裔。

## 政治
市议会
市议会由25名议员组成，其成员早2005年议会选举后分布如下，

19名成员属于奥地利社会民主党，市长和一名副市长

4名成员属于奥地利人民党，一名副市长

1名成员属于奥地利未来联盟党

市旗
市旗上有一个圆形的塔楼，来年改变有两棵松树。 地区老的印章上就是这个图案。这个古老的但是很有名的印章图案来源于1747年4月1日，但是早在1627年5月8日这个图案就在皇帝费迪南的文件中被看到了。

## 文化及景观
剧院
戏剧表演经常在城市的戏剧中心上演。戏剧中心的主要任务是给那些接受过戏剧培训的年轻人更多的演出机会。

博物馆
博物馆Archeo Norico坐落在山上的城堡里，有6层楼，大约200平方米。在这里展出的是史前和早期历史，包括凯尔特人的早期神话，武器展览，一个刑讯室和一个关于早期的由金银和铜所做的首饰，以及不断变化的特殊展览。

音乐
德意志兰茨贝格为市民提供了丰富多彩的音乐生活。每年秋季举行的青年音乐会（由作曲家Hans Werner Henze建立）是施泰尔马克花园节的固定组成部分。每年春天举行的德意志兰茨贝格钢琴音乐会都会吸引著名的钢琴家们来到这里献技， 其中包括女钢琴家Elizabeth Leonskaja, 钢琴家Oleg Maisenberg, Leonid Brumberg和Svjatoslav Richter.经常还会有其他的艺术家例如Altenberg Trios登台献艺从而极大丰富了市民的音乐生活。每年这里还举行国际夏季歌剧培训班和国际演唱竞赛“FerruccioTagliavini”。此外还有很多其他的音乐团体比如德意志兰茨贝格唱诗班，德意志兰茨贝格歌唱协会，Schilcherland合唱团。最为活跃的音乐教育中心是本城的音乐学校。在德意志兰茨贝格格还活跃着不少乐队，例如“Leoperch Roffler”此乐队刚刚出版了一张DVD。在摇滚音乐方面有几个年轻的乐队非常具有潜力，例如“Kismet”乐队和“ Di Baend ”乐队。 

建筑
德意志兰茨贝格的城堡是这个城市的象征。它1932年归政府所有，从981年成了博物馆。城市里的教堂建于1688年至1701年间，外表自建成后就没有改变过。前身则是一个由Schneider Albrecht捐资兴建的小教堂。1867年在教堂边兴建了如今见到的塔楼。如今的市政厅是在14世纪的时候第一次被提到，当时它是作为德意志兰茨贝格城堡的地下室，那里住着本地区的管理者和官员。它的巴罗克式的外表是在18世纪时由Franz Xaver主持设计的。此建筑在1920年被当地政府所买下然后改为市政厅的。

文化古迹
德意志兰茨贝格西边有一个充满烂漫气息的峡谷，Lassnitz河流淌而过。溪谷中有一条林间小路穿过无人居住的地区直接通向德意志兰茨贝格格。这个峡谷从2004年成为了欧洲自然保护区。以前峡谷的部分地区中还有木材加工工业。现在人们还能看到一些当年的为了运输木材而留下的痕迹。

体育活动
德意志兰茨贝格每年最有名的体育活动是世界自行车周和远足。

## 经济和基础设施
交通
德意志兰茨贝格和奥地利第二大城市格拉茨之间有铁路相连。通过修建Koralmbahn使德意志兰茨贝格同其他铁路交通网的联系得到很大的改观。

在本地的企业
本地最重要的公司是生产半导体的埃普克斯公司，前身是西门子的一个部门。员工人数基本维持在1500/1800之间。其他重要的公司还有Seidel Electronic, Kaiser Systeme和Aebi Rasant。

公众设施
德意志兰茨贝格重要的公众设施有一个地区医院，两个养老院，一个活动中心和一个文化中心。

教育
本地的学校有德意志兰茨贝格公立学校，Wildbach公立学校，两个高中，联邦商业学校，联邦高等商业专科学校，联邦高等专科学校，综合性技术专科学校等等。